# Partnership for Advanced Computing in Europe
Partnership for Advanced Computing in Europe (PACE bzw. PRACE) ist eine europäische Initiative zur Bündelung der Rechenleistung von Hochleistungsrechnern in 25 europäischen Ländern.

## Geschichte
Gegründet wurde PACE am 17. April 2007. Konsortialführer ist das vier Tage zuvor gegründete deutsche Gauss Centre for Supercomputing, das die Rechenleistung der drei großen deutschen Hochleistungsrechnerzentren in Jülich, Stuttgart und Garching bündelt.
Am 1. Januar 2008 startete eine zweijährige Vorbereitungsphase mit einem Budget von 20 Millionen Euro. Für den Ausbau der Struktur wollen die beteiligten Staaten und die EU insgesamt 500 Millionen Euro investieren.

## Mitgliedsländer (Partner)
Länder im Verbund:
- Belgien (DGO6-SPW - Direction générale opérationnelle de l’Économie, de l’Emploi et de la Recherche – Service Public de Wallonie)
- Bulgarien (Association National Centre for Supercomputing Applications)
- Dänemark (DeIC - Danish e-Infrastructure Cooperation)
- Deutschland (Gauss Centre for Supercomputing (GCS) e.V.)
- Finnland (CSC-Tieteen Tietotekniikan Keskus Oy)
- Frankreich (Grand Equipement National de Calcul Intensif)
- Griechenland (Greek Research and Technology Network S.A)
- Großbritannien (The Engineering and Physical Sciences Research Council)
- Irland (National University of Ireland, Galway)
- Israel (IUCC - Inter-University Computation Center)
- Italien (CINECA Consorzio Interuniversitario)
- Niederlande (Stichting Nationale Computerfaciliteiten)
- Norwegen (UNINETT Sigma AS)
- Österreich (ACONET Association – Austrian Academic Computer Network)
- Polen (Instytut Chemii Bioorganicznej PAN w Poznaniu)
- Portugal (Faculdade Ciencias e Tecnologia da Universidade de Coimbra)
- Schweden (Vetenskapsrådet – Swedish Research Council)
- Schweiz (Eidgenössische Technische Hochschule Zürich)
- Serbien (Institut za fiziku – Institute of Physics Belgrade)
- Slowenien (ULFME - University of Ljubljana, Faculty of Mechanical Engineering)
- Spanien (Centro Nacional de Supercomputacion)
- Tschechische Republik (Vysoka Skola Banska - Technicka Univerzita Ostrava)
- Türkei (Istanbul Teknik Universitesi)
- Ungarn (National Information Infrastructure Development Institute)
- Zypern (The Cyprus Research and Educational Foundation)